# Mauro Bellugi
Mauro Bellugi (Buonconvento, 1950. február 7. – 2021. február 20.) válogatott olasz labdarúgó, hátvéd.

## Pályafutása

### Klubcsapatban
1967-ben az Internazionale korosztályos csapatában kezdte a labdarúgást. 1969-ben mutatkozott be az első csapatban. Tagja volt az 1970–71-es bajnokcsapatnak. 1974 és 1979 között a Bologna, 1979–80-ban a Napoli, 1980–81-ben a Pistoiese játékosa volt. 1981-ben vonult vissza az aktív labdarúgástól.

### A válogatottban
1972 és 1979 között 32 alkalommal szerepelt az olasz válogatottban. Részt vett az 1974-es világbajnokságon. Tagja volt az 1978-as világbajnoki és az 1980-as Európa-bajnoki negyedik helyezett csapatnak. Utóbbi tornán nem szerepelt mérkőzésen.

### Edzőként
Visszavonulása után utolsó klubjánál a Pistoiese csapatánál segédedzőként tevékenykedett.

## Sikerei, díjai
Olaszország
- Világbajnokság
  - 4.: 1978, Argentína
- Európa-bajnokság
  - 4.: 1980, Olaszország

 Internazionale
- Olasz bajnokság (Serie A)
  - bajnok: 1970–71